# NGC 566
NGC 566 é uma galáxia lenticular (S0) localizada na direcção da constelação de Pisces. Possui uma declinação de +32° 19' 56" e uma ascensão recta de 1 horas, 29 minutos e 02,9 segundos.
A galáxia NGC 566 foi descoberta em 22 de Novembro de 1827 por John Herschel.